# پیتزا تابه‌ای
پیتزا تابه‌ای پیتزای است که در تابه یا تابه ورقه‌ای پخته می‌شود. پای گوجه فرنگی ایتالیایی، پیتزا سیسیلی، پیتزا به سبک شیکاگو و پیتزا به سبک دیترویت را می‌توان از انواع پیتزای تابه ای در نظر گرفت. پیتزا تابه‌ای همچنین به سبک ضخیمی اشاره دارد که توسط پیتزا هات در دهه ۱۹۶۰ رایج شد. کف و کناره‌های پوسته در روغنی که برای پوشاندن تابه استفاده می‌شود سرخ و ترد می‌شود.

## تاریخچه
دن و فرانک کارنی یک پیتزا فروشی در ویچیتا، کانزاس افتتاح کردند که بعداً به پیتزا هات تبدیل شد. در ابتدا، برادران روی پیتزای نازکی که شامل پنیر، پپرونی یا سوسیس بود، تمرکز کردند. پیتزا فروشی در سال ۱۹۵۹ به پیتزا هات تبدیل شد و پیتزای تابه‌ای ضخیم‌تری به آن اضافه کرد.

دیگر شرکت‌های تولید پیتزا نیز بعداً پیتزای تابه‌ای را شامل شدند. در سال ۱۹۸۹،دومینوز پیتزا غذای عمیق یا پیتزای تابه‌ای خود را معرفی کرد. معرفی آن به دنبال تحقیقات بازار بود که نشان داد ۴۰٪ از مشتریان پیتزا پوسته‌های ضخیم را ترجیح می‌دهند. هزینه راه اندازی محصول جدید تقریباً ۲۵ میلیون دلار است که ۱۵ میلیون دلار آن صرف تابه‌های فلزی جدید با کف سوراخ شده شده است.

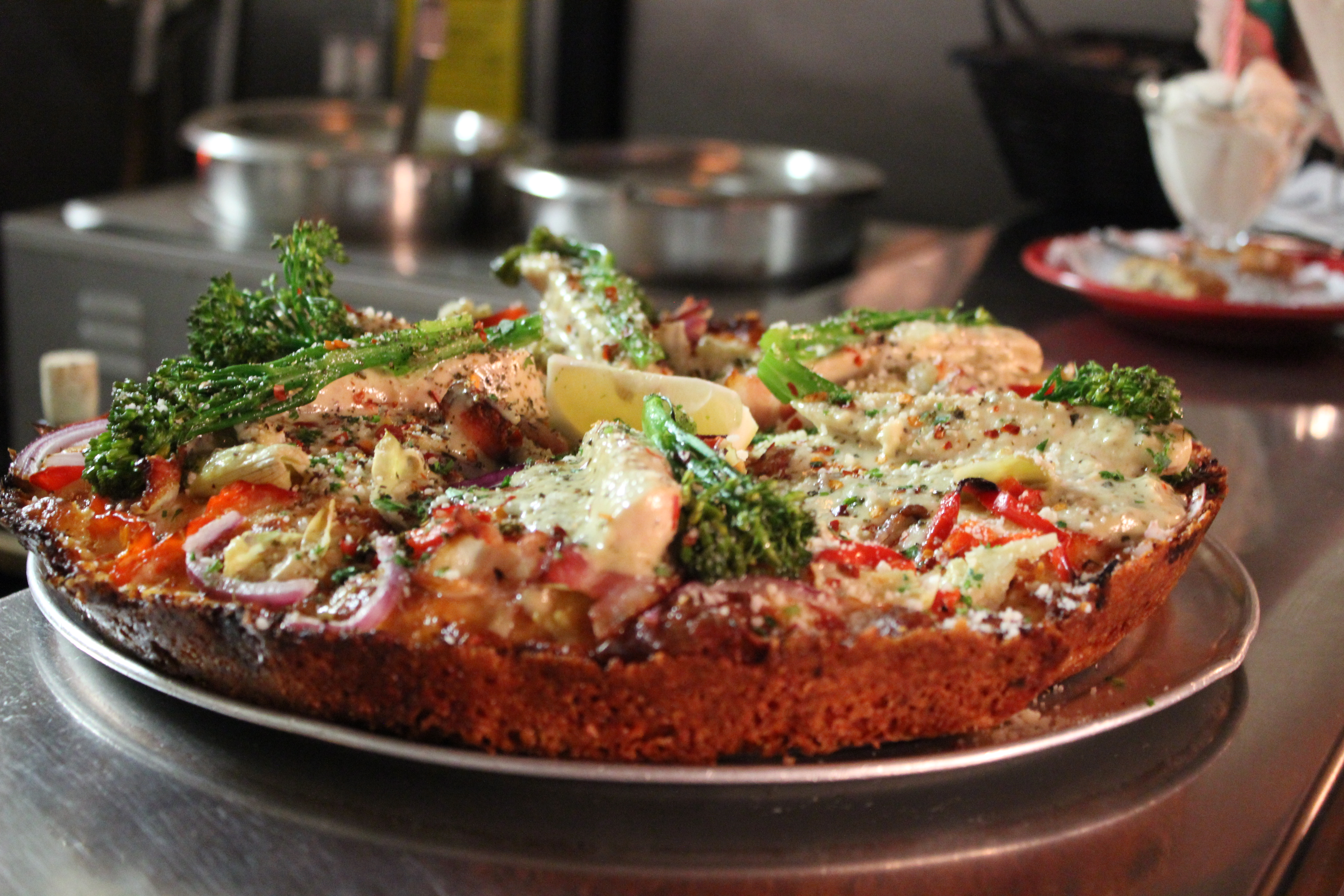
Tony Gemignani's Capo's[۳] Dillinger,   2014 World's Best Pan Pizza
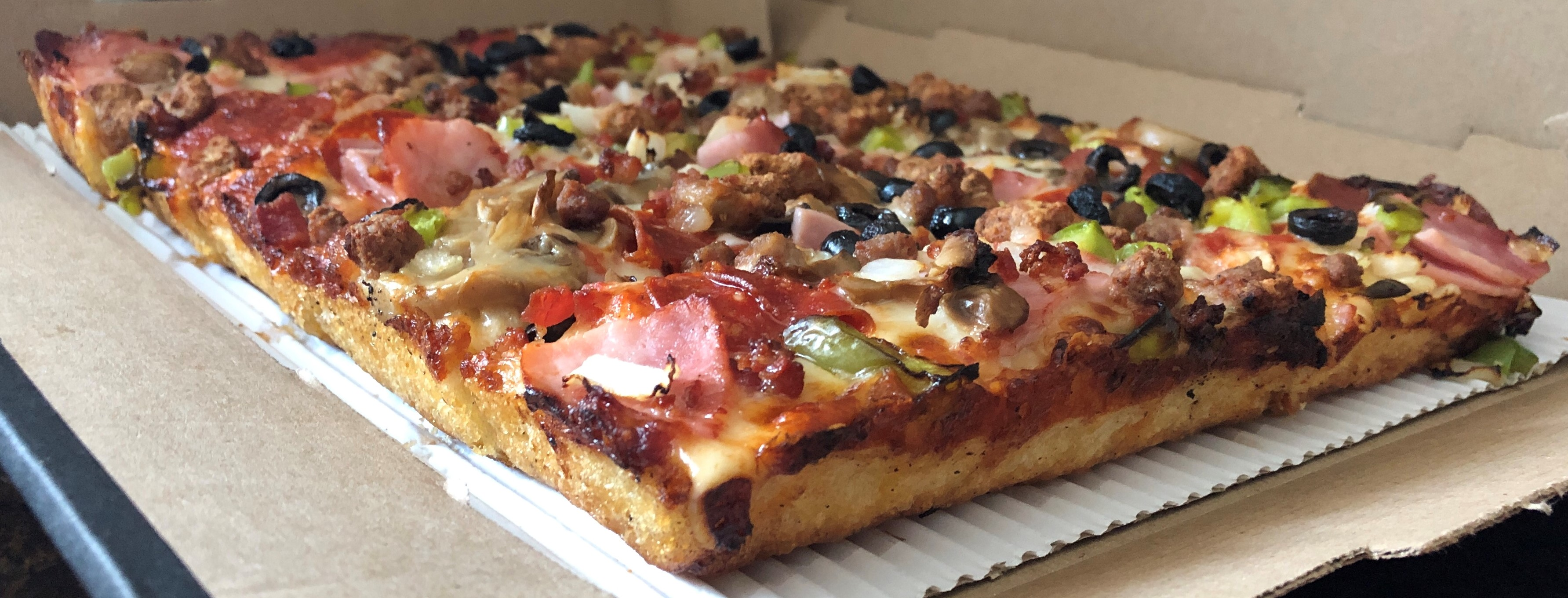
پیتزا دیترویتی
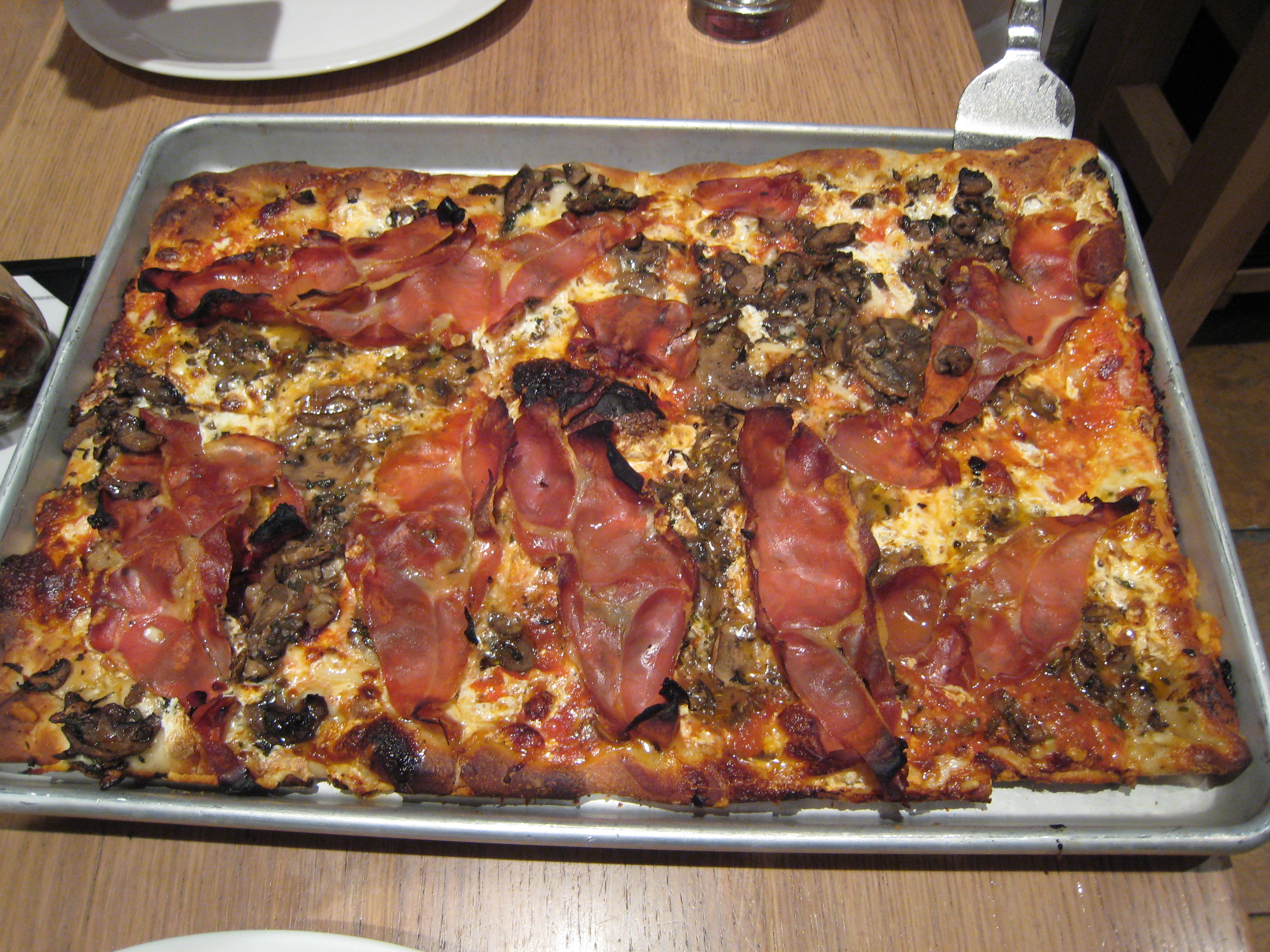
پیتزا سیسیلی